# Gare de Marlieux - Châtillon
Pour les articles homonymes, voir Gare de Châtillon.
La gare de Marlieux - Châtillon est une gare ferroviaire française de la ligne de Lyon-Saint-Clair à Bourg-en-Bresse, située sur le territoire de la commune de Marlieux, à proximité de Châtillon-sur-Chalaronne, dans le département de l'Ain, en région Auvergne-Rhône-Alpes.
Elle est mise en service en 1866 par la Compagnie de la Dombes.
C'est une halte voyageurs de la Société nationale des chemins de fer français (SNCF), desservie par des trains TER Auvergne-Rhône-Alpes.

## Situation ferroviaire
Établie à 270 mètres d'altitude, la gare de Marlieux - Châtillon est située au point kilométrique (PK) 45,760 de la ligne de Lyon-Saint-Clair à Bourg-en-Bresse entre les gares de Villars-les-Dombes et de Saint-Paul-de-Varax.
Elle est située sur la section à voie unique qui débute peu après la gare de gare de Villars-les-Dombes et s'achève peu avant la gare de Bourg-en-Bresse. La halte ne dispose pas de voie d'évitement.

## Histoire

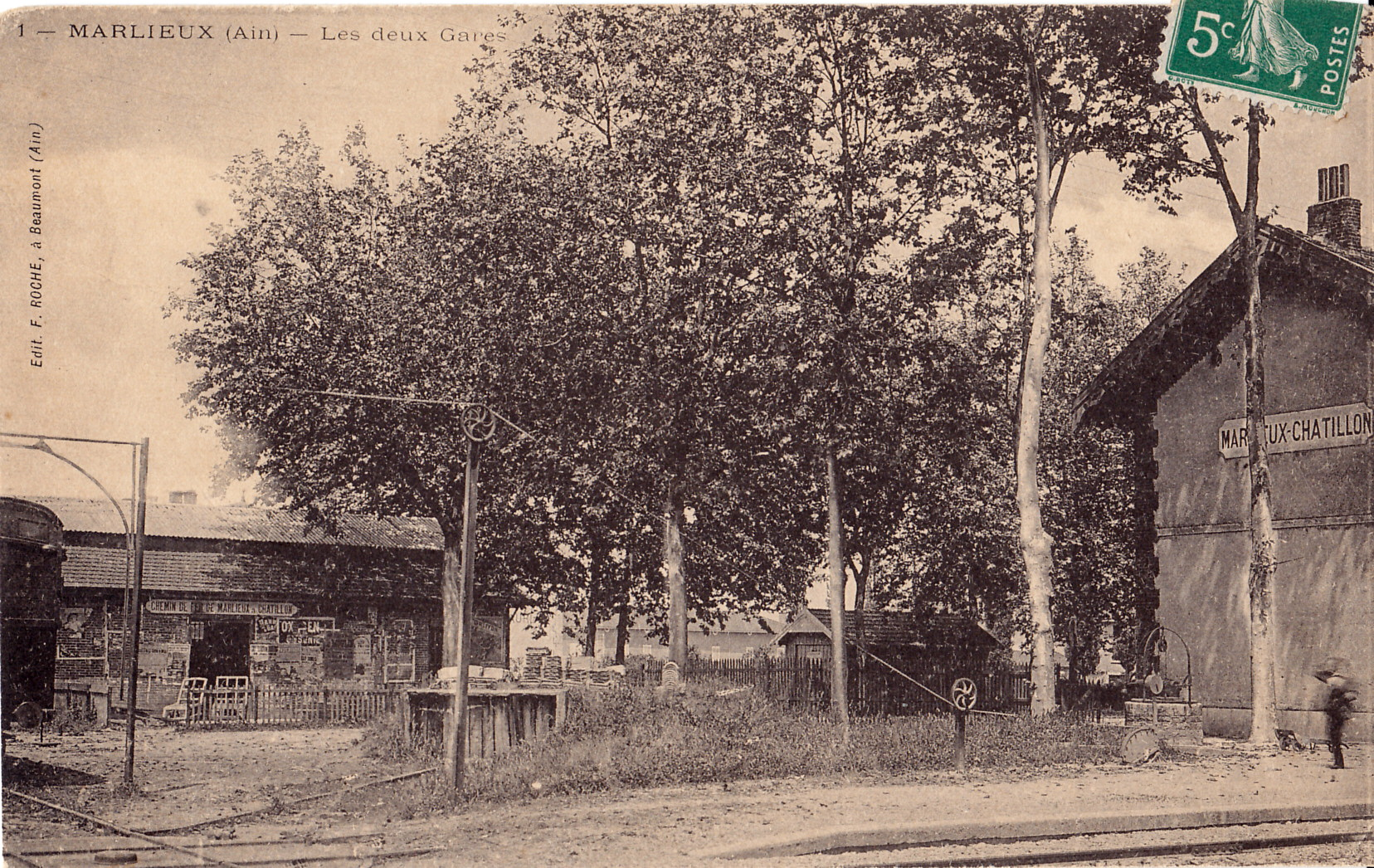
La gare vers 1900.

La « station de Marlieux » est mise en service le 1er septembre 1866 par la Compagnie de la Dombes, lorsqu'elle ouvre à l'exploitation sa ligne de Sathonay à Bourg.
Au service de l'été, à partir du 10 mai 1869, la station est desservie par quatre (dans chaque sens) omnibus mixtes (voyageurs et marchandises) sur les relations : Bourg, ou Besançon, ou Mulhouse, ou Strasbourg, et Lyon-Croix-Rousse. Sur la relation Bourg-Lyon-Croix-Rousse, s'ajoute un train supplémentaire le lundi et le mercredi. 
En 1872, elle devient une gare du réseau de la Compagnie des Dombes et des chemins de fer du Sud-Est (DSE) qui c'est substituée à la compagnie d'origine.

## Fréquentation
Selon les estimations de la SNCF, la fréquentation annuelle de la gare s'élève aux nombres indiqués dans le tableau ci-dessous.
| Année               | 2023    | 2022    | 2021    | 2020   | 2019    | 2018    | 2017    | 2016   | 2015    |
| ------------------- | ------- | ------- | ------- | ------ | ------- | ------- | ------- | ------ | ------- |
| Nombre de voyageurs | 143 948 | 132 752 | 102 131 | 78 631 | 119 224 | 102 360 | 106 378 | 96 291 | 100 901 |

## Service des voyageurs

### Accueil
Halte SNCF, c'est un point d'arrêt non géré (PANG) à entrée libre, elle dispose d'un distributeur automatique de titres de transport TER.

### Desserte
Marlieux - Châtillon est desservie par des trains du réseau TER Auvergne-Rhône-Alpes de la relation Bourg-en-Bresse-Lyon-Perrache.

Installations
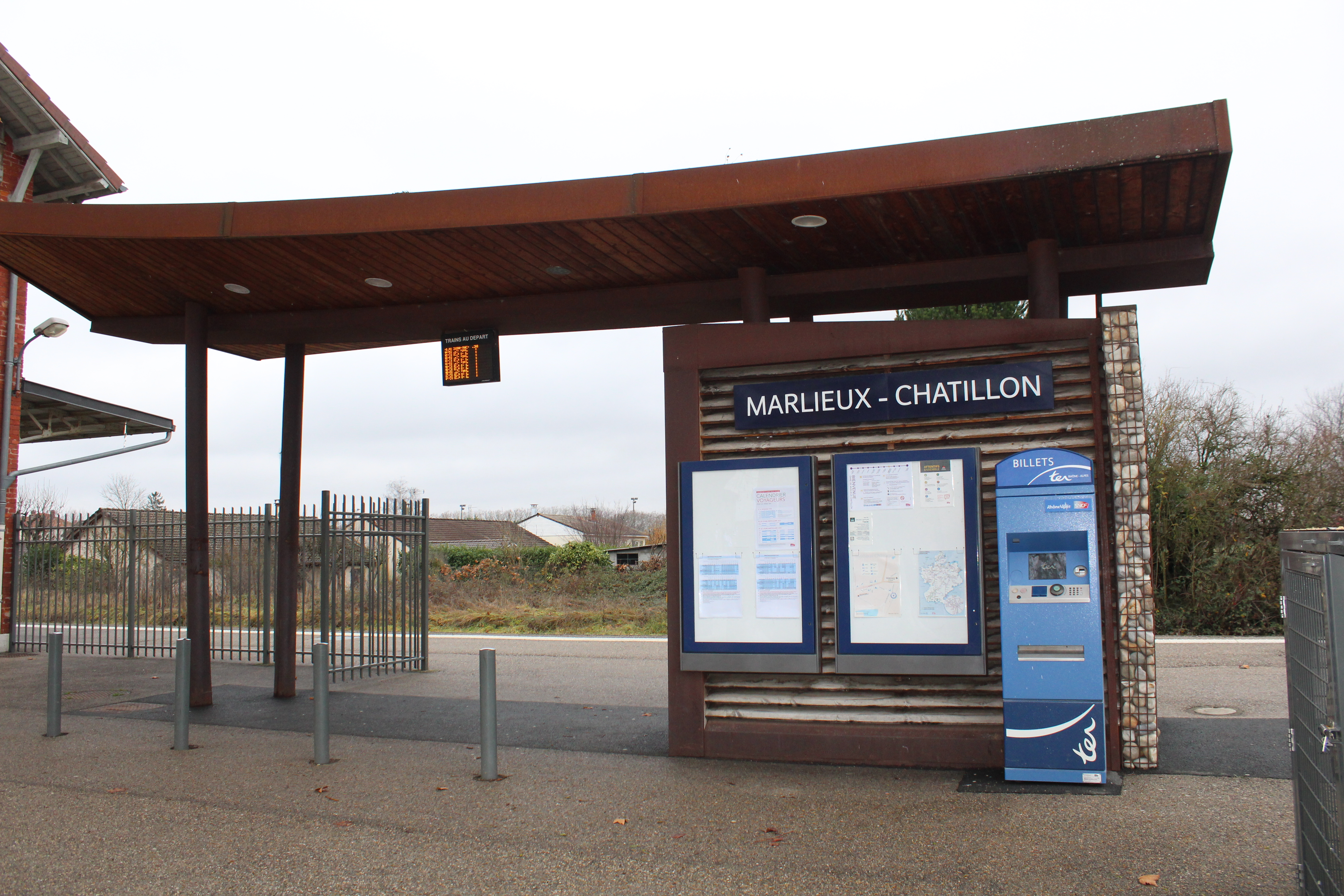
Entrée.
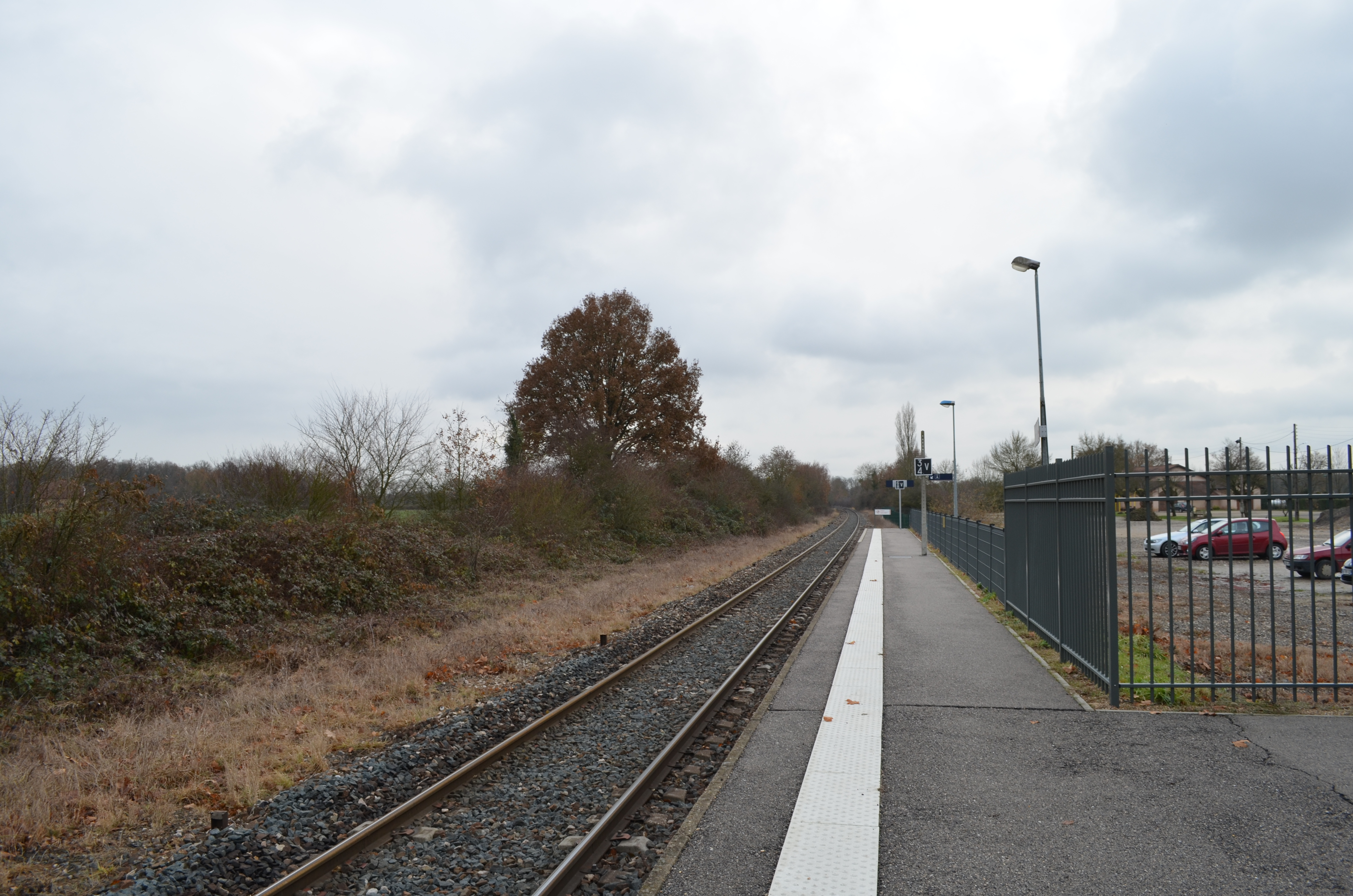
Voie et quai.
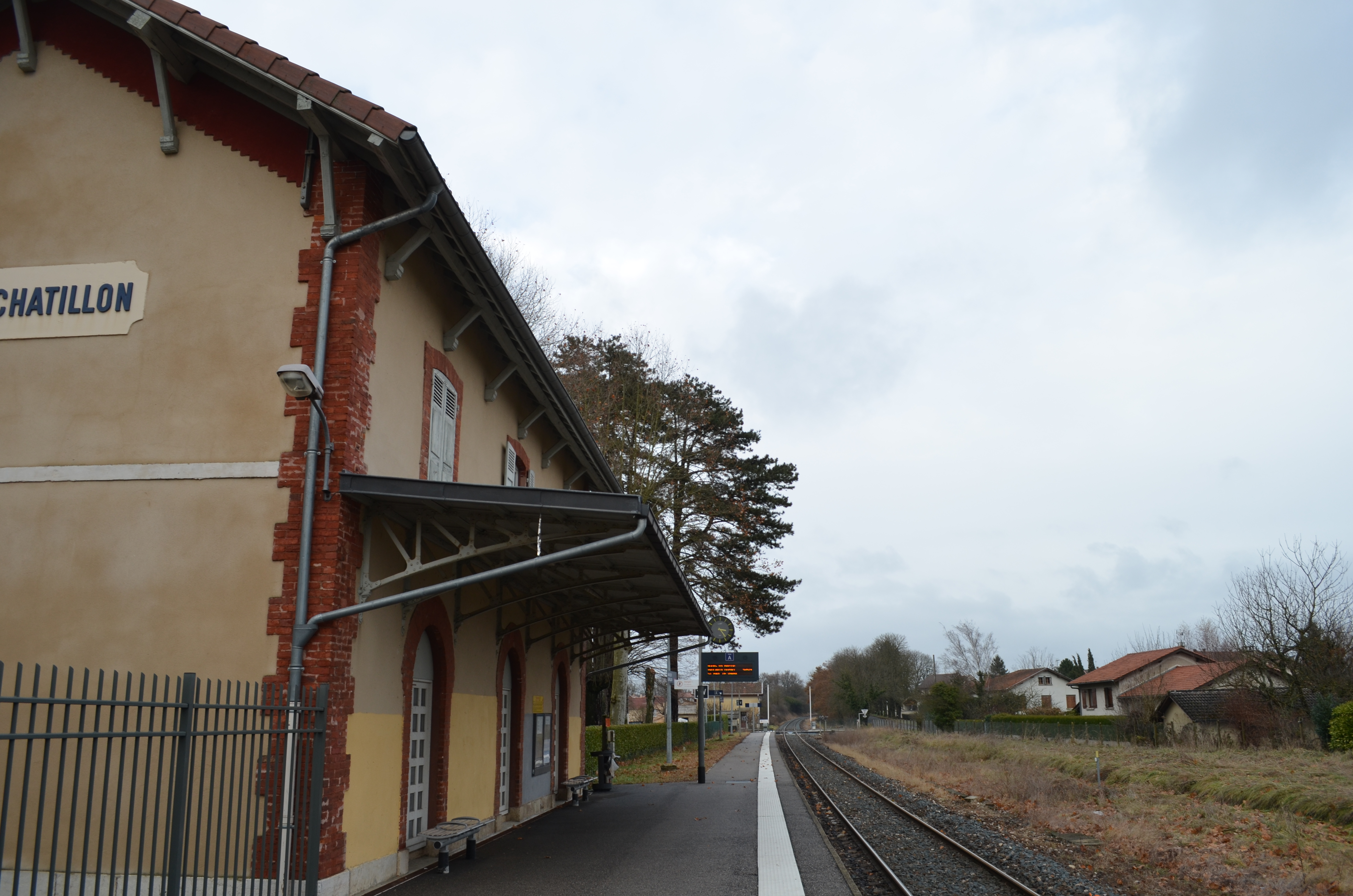
Voie et quai.

### Intermodalité
Un parc pour les vélos et un parking pour les véhicules y sont aménagés. 

## Ancienne gare de Marlieux - Châtillon
En 1897, une deuxième gare est installée à côté de la gare du PLM. Gare d'échange, elle est l'origine d'un chemin de fer secondaire à voie métrique qui la relie à Châtillon-sur-Chalaronne. Cette ligne départementale, longue de 11,375 kilomètres, exploitée par la Compagnie du chemin de fer de Marlieux à Châtillon (MC), est reprise en 1919 par les Tramways de l'Ain (TA). Les trains y circulent jusqu'en 1934.

## Patrimoine ferroviaire
L'ancien bâtiment voyageurs désaffecté du service ferroviaire a été réaménagé pour devenir la mairie de la commune. Il est identique à celui de plusieurs gares de la ligne, construite par la Compagnie de la Dombes, notamment celui de Villars-les-Dombes mais s'en distingue par ses pilastres et larmiers en briques, non enduits.

L'ancien bâtiment devenue mairie
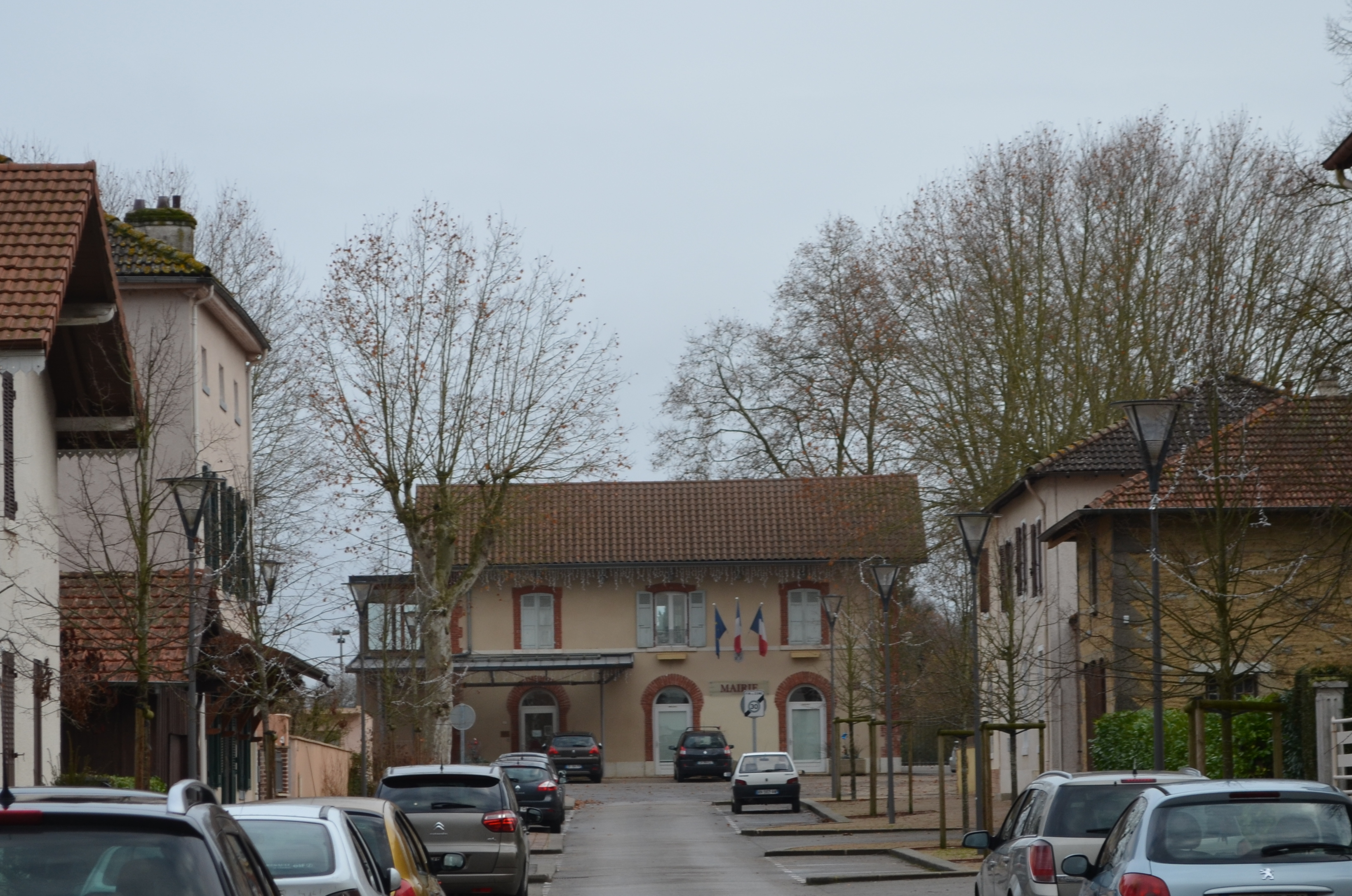
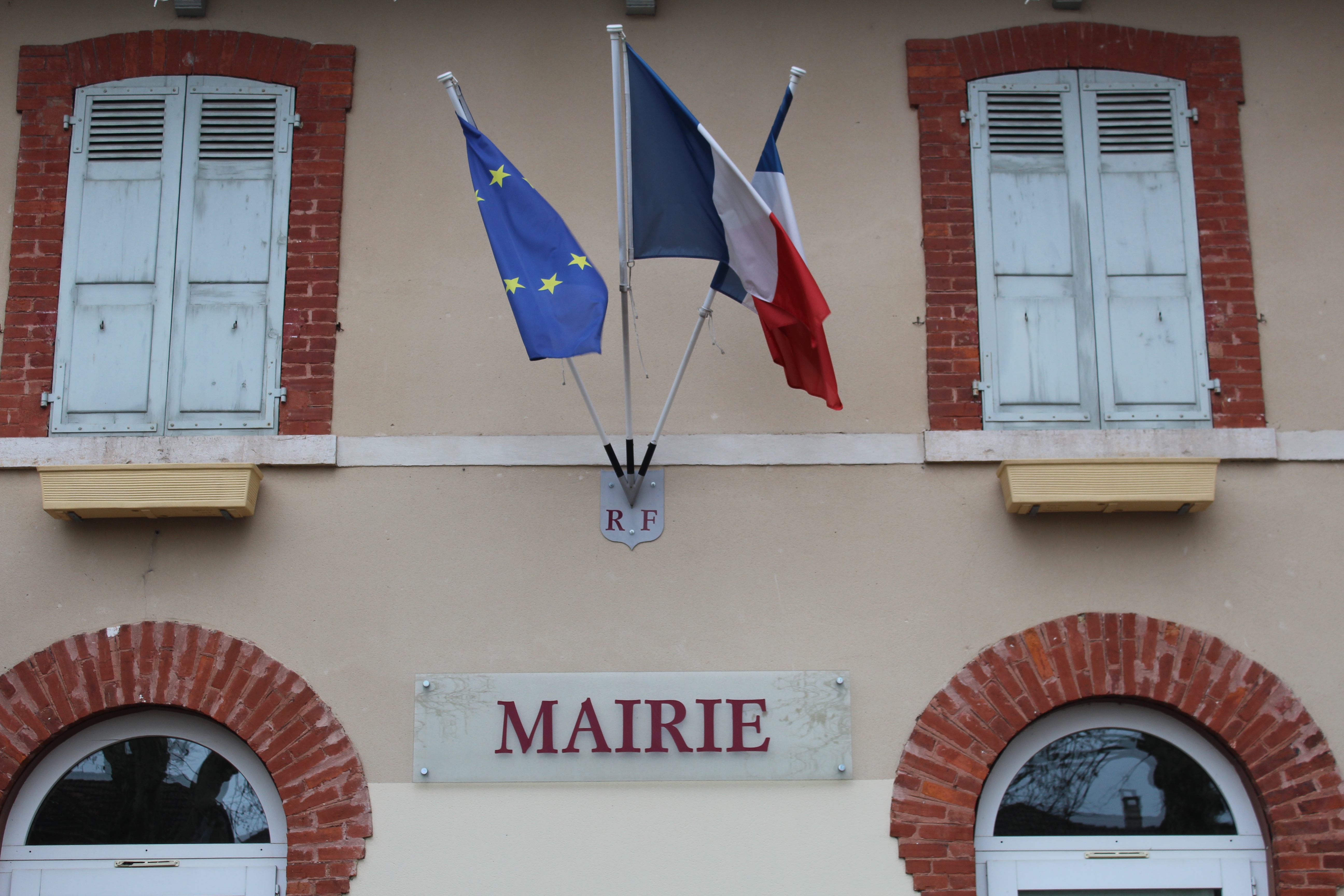
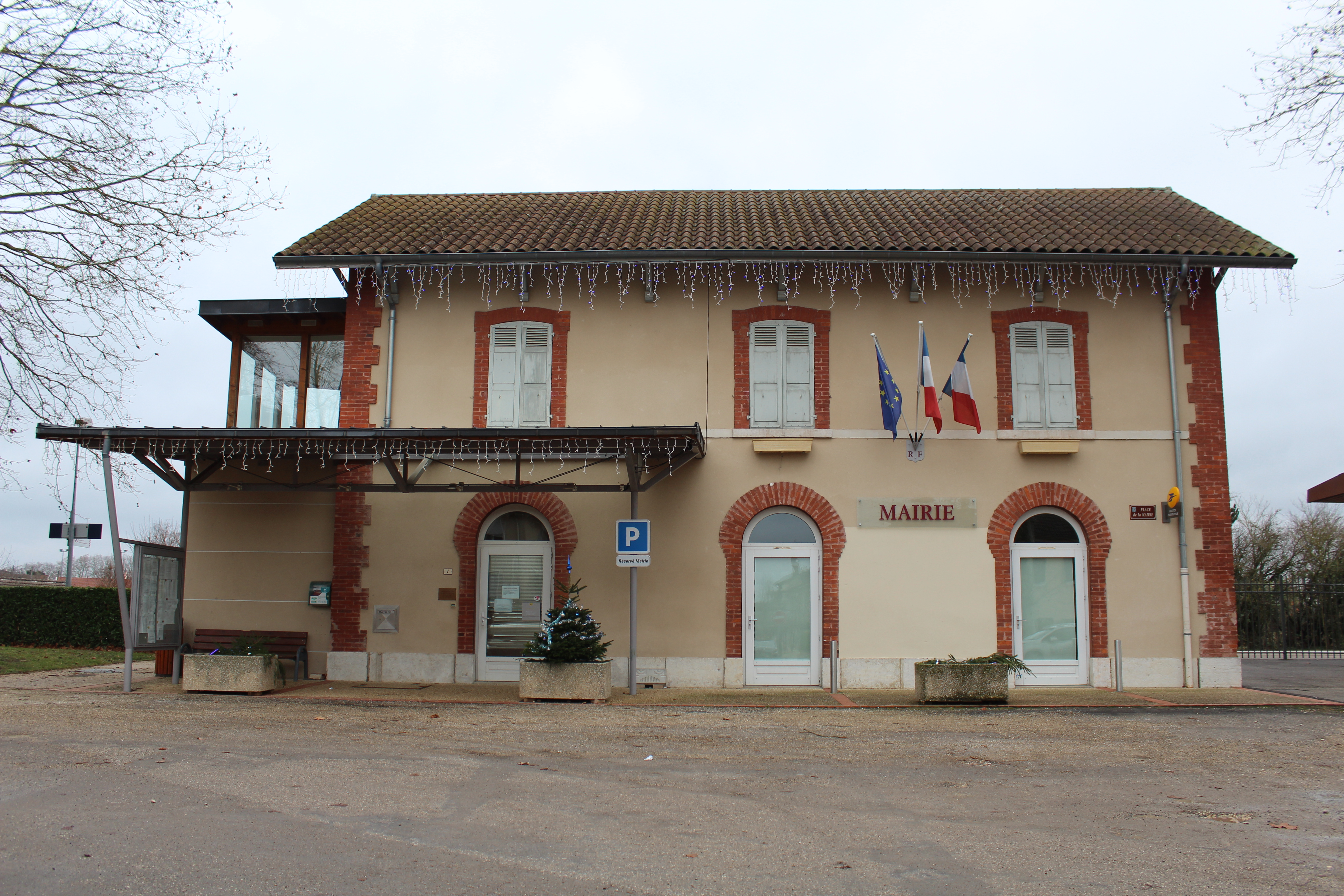